# لشکر سیاه مرده
«لشکر سیاه مرده» (به انگلیسی: The Black Parade Is Dead!) آلبومی از گروه موسیقی آلترنتیو راک مای کمیکال رومنس است که در سال ۲۰۰۸ میلادی منتشر شد.